# دير جومينيكا

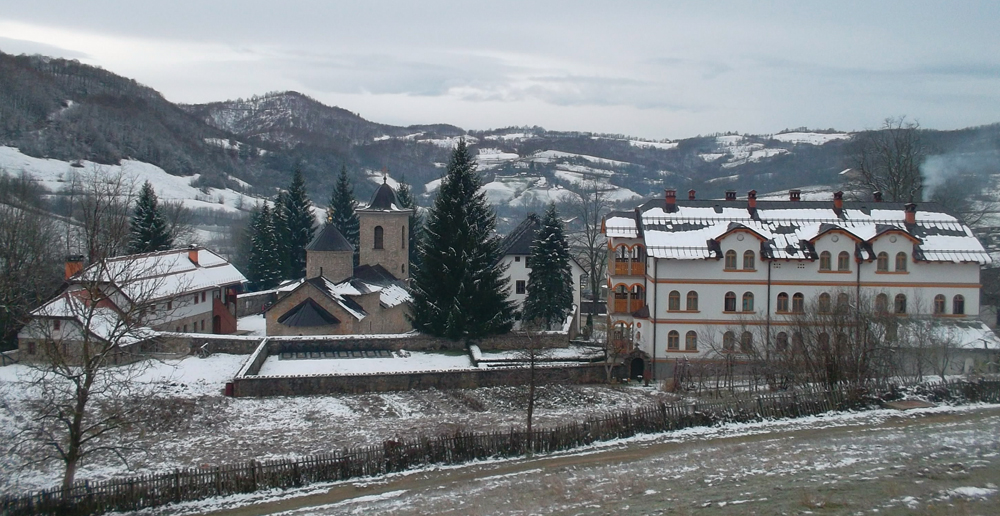
دير جومينيكا

دير جومينيكا (سيريالية صربية) هو دير صربي أرثوزكسي مخصص لذكرى مريم العذراء ويقع في قرية كمياني Kmećani) 42) كيلومتر غرب مدينة بانيا لوكا في جمهورية صرب البوسنة في البوسنة و الهرسك. ويعرف هذه الدير بانه الوسط الروحي بالمنطقة ويعرف باسم زميجاني (Zmijanji).
تم إنشاء هذه الدير قبل عام 1536 لذا تاريخ إنشاؤه الدقيق غير معروف. كان يسمى هذه الدير ب زالوجيه (Zaluje) كما ذكر في المصادر التي وردت من القرن السادس عشر، بينما اسمه الحالي فهو نسبة للنهر القريب للدير. وفي النصف الثاني من القرن السادس عشر تم تكريم رئيس الدير من قبل العثمانيين بسبب السلوك السلمي المنتشر بين الشعب الذي يحيط بجومينكا بشكل واسع.
ربما قد تم هجر هذه الدير أو على الاقل بشكل جزئي بنهاية القرن السابع عشر (بعد الحرب التركية الكبرى) وخلال ثلاثينيات القرن السابع عشر أيضا، ولقد تم ترميم الدير مرات عديدة خلال القرن السابع عشر والثامن عشر. واعتنى الكاتب بيتر كوسيك بالمدرسة الابتدائية المنظمة داخل الكنيسة، وخلال الحرب العالمية الثانية تضررت الكنيسة بشكل كبير وقتل رئيس الدير سيرافيم شتركيتش في عام 1941 من قبل النازية التابعة لكرواتيا، اوستاشا (الثورة الكرواتية).
بعد الحرب أصبح جومينيكا دير نسوي، وقد اعتبر كتذكار ثقافي للاتحاد اليوغسلافي في عام 1953، وفي عام 2006 اعلنو عنه كتذكار وطني للبوسنة والهرسك، تحتوي خزينة دير جومينيكا على أعمال فنية دينية أو (أيكون) icon كما باللغة الإغريقية، ومخطوطات وكتب مطبوعة كتبت من القرن الرابع عشر للقرن السابع عشر، أصبح الآن الصليب الفضي المذهب الذي كان لهذه الدير وصنع عام 1640، من ضمن محموعة جامعة لندن التي حصلت علية من مجموعة توناس جامبير باري الخاصة.